# مادر و فرزندان
مادر و فرزندان (انگلیسی: Mother and Children) (که هم چنین به نام گردشگاه (La Promenade) معروف است) یک نقاشی امپرسیونیسم اثر پیر اگوست رنوآر است که در مجموعه فریک نگهداری می‌شود. اگرچه این نقاشی با عنوان مادر و فرزندان معروف است، رنوآر در سال ۱۸۷۶ آن را تحت عنوان گردشگاه (La Promenade) به نمایش گذاشت.